# 미금운수
미금운수는 서울특별시 마포구의 마을버스 회사이다. 본사는 서울특별시 마포구 가양대로 127에 있다.

## 주요 연혁
- 2015년: 미금운수 설립
- 2015년 8월 24일: 마포18번 신설 개통, 운행 개시
- 2015년 10월: 여진운수의 금천구 마을버스를 인수.
- 2016년 1월 30일: 금천10번 운행 중단 (2017년 1월 24일까지)
- 2016년 2월 29일: 금천11-1번 신설개통 운행개시
- 2016년 9월 1일: 금천11-1번 운행중단 (2017년 8월 31일까지)
- 2017년 12월 29일 금천11번 금천11-1번 이삭운수에게 양도양수되었다

## 운행 노선
- ● 마포18번: 디지털미디어시티역 ↔ 월드컵파크 4단지

## 운행 중단 노선
- ● 금천10번: 독산역 ↔ 가산디지털단지 (여진운수에서 인수한 노선.)
- ● 금천11번: 산기슭공원 ↔ 석수역 (여진운수에서 인수한 노선. 이삭운수에 재양도)
- ● 금천11-1번: 산기슭공원 ↔ 석수역 (벽산아파트, 호압사 경유) (여진운수에 양도)

## 보유차량
전 차량이 일렉시티 타운과 뉴로얄미디와 뉴카운티로 운행한다.

## 같이 보기
- 여진운수

## 사진

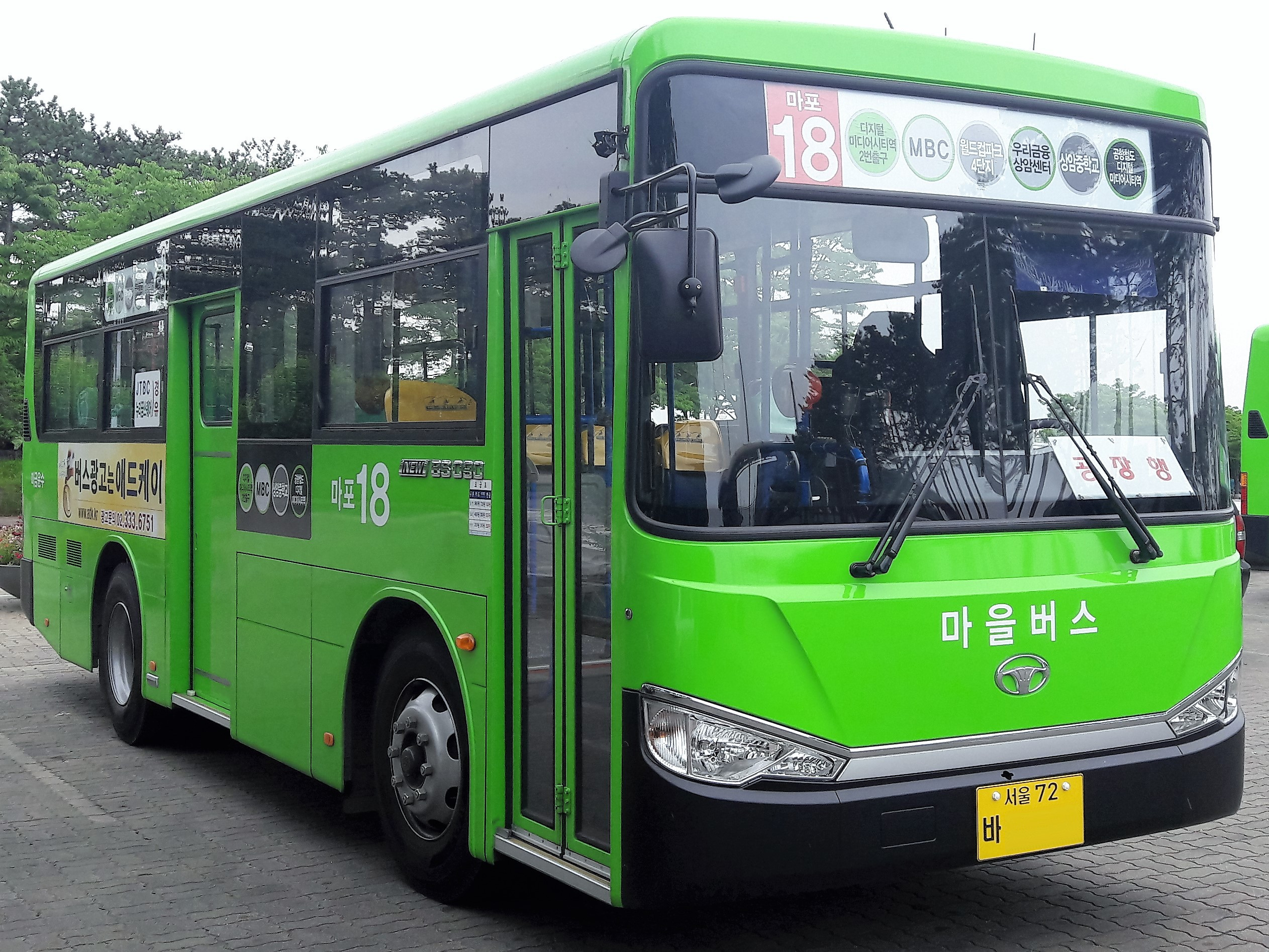
마포18번 마을버스